# NGC 7201
NGC 7201 је спирална галаксија у сазвежђу Јужна риба која се налази на NGC листи објеката дубоког неба.
Деклинација објекта је - 31° 15' 50" а ректасцензија 22h 6m 32,0s. Привидна величина (магнитуда) објекта NGC 7201 износи 12,9 а фотографска магнитуда 13,8. NGC 7201 је још познат и под ознакама ESO 467-4, MCG -5-52-26, IRAS 22036-3130, PGC 68040.